# Blodgett
Blodgett és una població dels Estats Units a l'estat de Missouri. Segons el cens del 2000 tenia 265 habitants.

## Demografia
Segons el cens del 2000, Blodgett tenia 265 habitants, 98 habitatges, i 77 famílies. La densitat de població era de 787,1 habitants per km².
Dels 98 habitatges en un 36,7% hi vivien nens de menys de 18 anys, en un 66,3% hi vivien parelles casades, en un 7,1% dones solteres, i en un 21,4% no eren unitats familiars. En el 16,3% dels habitatges hi vivien persones soles l'11,2% de les quals corresponia a persones de 65 anys o més que vivien soles. El nombre mitjà de persones vivint en cada habitatge era de 2,7 i el nombre mitjà de persones que vivien en cada família era de 3,01.
Per edats la població es repartia de la següent manera: un 27,2% tenia menys de 18 anys, un 7,9% entre 18 i 24, un 26% entre 25 i 44, un 26% de 45 a 60 i un 12,8% 65 anys o més.
L'edat mediana era de 38 anys. Per cada 100 dones de 18 o més anys hi havia 87,4 homes.
La renda mediana per habitatge era de 33.194 $ i la renda mediana per família de 35.278 $. Els homes tenien una renda mediana de 28.214 $ mentre que les dones 16.750 $. La renda per capita de la població era de 14.674 $. Entorn del 4,9% de les famílies i el 7,4% de la població estaven per davall del llindar de pobresa.

## Poblacions més properes
El següent diagrama mostra les poblacions més properes.